# 1В14
Машина 1В14 (за класифікацією НАТО — ACRV M1974/2a) — радянська та російська машина командира батареї комплексу засобів автоматизованого управління вогнем самохідної артилерії 1В12 «Машина-С».

## Опис конструкції
Машина 1В14 комплексу 1В12 створена на базі шасі МТ-ЛБу. Виконує роль рухомого командно-спостережного пункту батареї. Веде розвідку і в тісній взаємодії з мотострілецькими та танковими підрозділами під час бою управління вогнем батареї. Машина 1В14 вирішує завдання ведення розвідки місцевості та противника, визначає координати цілей, веде коригування та пристрілювання вогню. Також машина 1В14 підтримує зв'язок з командирами підлеглих, підтримуваних та наданих підрозділів та зі штабом.
До складу екіпажу машини входять 6 осіб:
1. Механік-водій
2. Розвідник-дальномірник
3. Радіотелефоніст
4. Старший радіотелефоніст
5. Командир відділення (за сумісництвом оператор-топогеодезист)
6. Командир батареї.

### Броньовий корпус та башта
Весь екіпаж машини та обладнання розміщуються усередині корпусу гусеничного шасі МТ-ЛБу. Основними елементами шасі є корпус, силова установка, силова передача, ходова частина та засоби життєзабезпечення. Корпус виконаний з броньової сталі і є несучою цільнозварною конструкцією. Захист корпусу дозволяє захистити екіпаж від куль, уламків, а також радіоактивного пилу. Корпус поділяється на два відділення: відділення управління та апаратне відділення. Між ними є установка з ходовим двигуном.
У відділенні управління розміщуються робочі місця механіка-водія, радіотелефоніста та командира батареї. Крім того є три запасні сидіння. В апаратному відділенні знаходяться два сидіння. Одне для старшого радіотелефоніста, друге — запасне для командира батареї. Перед сидіннями встановлені столики.
Башта також виконана з броньової сталі та дозволяє здійснювати круговий огляд місцевості з використанням встановлених у ній приладів спостереження. Конструкція башти зварена. Вікна з приладами захищені відкидними броньованими кришками та люками. Башта встановлюється на погон, що обертається, розташований на корпусі машини. Поворот башти здійснюється за допомогою спеціального поворотного редуктора, причому як вручну через маховик, так і від електродвигуна, управління яким здійснюється за допомогою спеціального пульта приводу керування башти. При здійсненні маршів башта застопорюється.

### Засоби спостереження та зв'язку
Перед робочим місцем радіотелефоніста розташований столик у нерухомій частині якого закріплений польовий телефонний комутатор П-193М. Над столиком розташований приймач радіостанції Р-123М. Крім того, ліворуч в кутку апаратного відділення знаходяться радіостанція Р-107М і два телефонні апарати.
До складу встановлених та тих що перевозяться приладів зв'язку 1В14 входять:
- УКХ радіостанція Р-123М
- Широкодіапазонна переносна радіостанція Р-107М
- Комутаційна апаратура для забезпечення внутрішнього зв'язку 1Т803М.

До складу встановлених та тих що перевозяться приладів спостереження 1В14 входять:
- Комбінований прилад нічного спостереження-денний візир (рос. ННДВ)
- Панорамічний візир ВОП-7А
- Стереоскопічний далекомір ДС-1
- Саперний далекомір ДСП-30
- Перископічна артилерійська бусоль ПАБ-2М.

### Озброєння
Як основне озброєння використовується 7,62-мм кулемет ПКМБ. Кулемет перевозиться в машині, при стрільбі встановлюється в спеціальну бронетранспортерну установку, розташовану на даху башти. Боєкомплект, що перевозиться, становить 1250 набоїв. Крім того, є можливість ведення вогню з особистої зброї через спеціальні амбразури в корпусі.

## Модифікації
- 1В14 — машина командира батареї комплексу засобів автоматизованого управління вогнем (КЗАУВ) 1В12
- 1В14-1 — машина командира батареї КЗАУВ 1В12-1
- 1В14-3 — машина командира батареї КЗАУВ 1В12-3
- 1В14-4 — машина командира батареї КЗАУВ 1В12-4
- 1В14М — машина командира батареї КЗАУВ 1В12М
- 1В14М-1 — машина командира батареї КЗАУВ 1В12М-1
- 1В14М-3 — машина командира батареї КЗАУВ 1В12М-3
- MT-LBu-P — фінська модифікація машини старшого офіцера батареї 1В14.

## Оператори

### Колишні оператори
- СРСР

### Поточні оператори
- Росія
- Україна (у 2008 році, коли Міністерство оборони України очолював Юрій Єхануров, десять машин 1В14 та її модифікацій були включені до переліку майна Збройних Сил України, яке може бути відчужено[10]).

## Бойове застосування
- Друга чеченська війна — використовувалися російськими військами[11]
- Російсько-українська війна (з 2014)[1]
- Російське вторгнення в Україну (2022)[2]